# Fargues (Landes)
Fargues è un comune francese di 331 abitanti situato nel dipartimento delle Landes nella regione della Nuova Aquitania.

## Società

### Evoluzione demografica
Abitanti censiti